# Copas
Copas é um dos quatro naipes dos jogos de baralho. Seu símbolo (♥) é o tradicional ideograma que designa o coração. O nome em português deriva de um dos naipes do baralho espanhol, "taças", sendo substituído por um dos sinônimos desse tipo de copo. No entanto, originalmente, o símbolo de copas foi criado a representar uma folha de figueira, que aparecem em moedas e entre outros objetos antigos, e posteriormente, foi usada pela igreja católica a representar o coração.

## Exemplos de cartas

Ás
2/Duque/Picinhas
3
4
5
6
7/Bisca/Manilha
8
9
10
Valete
Dama
Rei

## Outros Significados
O sinal ♥ é também muitas vezes usado como emoticon em e-mails e sites de bate-papo, e referido como um significado de "love", como na famosa frase I♥NY, como se fosse "I Love New York".